# Talossien
Le talossien  (/tɐɫɔˈsan/, en talossien el glheþ Talossan, /ɛɫ ʎeθ tɐɫɔˈsan/) est la langue construite créée par Robert Ben Madison pour sa micronation de Talossa.
Elle est en partie basée sur l'occitan et le roumain, c'est une des langues imaginaires les plus détaillées, avec un vocabulaire riche de 35 000 mots de base, 121 000 dérivés et une grammaire complexe.
L'Association of Talossan Language Organisations (ATLO) gère le site internet (fermé en juillet 2023) expliquant la langue, ses origines et histoire, et fournissant aussi un système de traduction en ligne. Le SIL International a attribué le code ISO 639-3 « tzl » au talossien. Un comité, El Büreu del Glheþ (« Le Bureau de la Langue »), dirigé par Madison, décide régulièrement des futures évolutions de la langue.

## Alphabet
L'alphabet talossan se compose de 32 lettres :
| Lettre | API     |
| ------ | ------- |
| a      | ɑ       |
| ä      | æ       |
| b      | b       |
| c      | k ou t͡ʃ |
| ç      | s       |
| d      | d ou ð  |
| ð      | ð       |
| e      | ɛ ou e  |

| Lettre | API              |
| ------ | ---------------- |
| f      | f                |
| g      | ɡ ou d͡ʒ          |
| h      | h                |
| i      | i                |
| j      | j                |
| k      | k                |
| l      | l ou ɬ ou w ou ð |
| m      | m                |

| Lettre | API    |
| ------ | ------ |
| n      | n ou ŋ |
| o      | ɔ      |
| ö      | œ      |
| p      | p      |
| q      | ki     |
| r      | r ou ʃ |
| s      | s ou z |
| ß      | s      |

| Lettre | API     |
| ------ | ------- |
| t      | t       |
| u      | u       |
| ü      | y       |
| v      | v       |
| w      | w ou v  |
| x      | ks ou ʃ |
| z      | z ou t͡s |
| þ      | θ       |

## Textes
Plusieurs textes sont publiés en anglais-talossien par l'Association of Talossan Language Organisations, accompagnés de versions audio.

### Le Cœur révélateur
« ¡VRÄTS! — nervös — trei, trei þorivalmint nervös éu tignhoveu estescu, es éu sint; ¿mas perqet zirarhetz-voi q'éu sint mäts? La malaiça tignhova afilada vaes ceadfas — non lor zestroxhiada — non lor smortiçada. Över dtoct füt la ceadfa d'üscüdançeu acü. Üscüdeveu toct i cosas in el çéu es la tzara. Üscüdeveu muitas cosas in l'enceida. ¿Come, aglhorc, sint-éu mäts? ¡Üscüd! es auservetz cacsa salüvamint, cacsa serain, q'éu put nararh-te la storia entieir. »
— Iustì Canun, La Coraziun Profanind

« Vrai ! — je suis très nerveux, épouvantablement nerveux, je l'ai toujours été ; mais pourquoi prétendez-vous que je suis fou ? La maladie a aiguisé mes sens, — elle ne les a pas détruits, — elle ne les a pas émoussés. Plus que tous les autres, j'avais le sens de l'ouïe très fin. J'ai entendu toutes choses du ciel et de la terre. J'ai entendu bien des choses de l'enfer. Comment donc suis-je fou ? Attention ! Et observez avec quelle santé, — avec quel calme je puis vous raconter toute l'histoire. »
— Edgar Allan Poe (traduction par Charles Baudelaire), Le Cœur révélateur